# 714 هـ
714 هـ هي سنة في التقويم الهجري امتدت مقابلةً في التقويم الميلادي بين سنتي 1314 و1315.

## مواليد
- أكمل الدين البابرتي
- ابن شهاب الهمداني

## وفيات
- فاطمة بنت عباس البغدادية
- همام التبريزي